# Andoharano zonsteini
Espèce
Andoharano zonsteini est une espèce d'araignées aranéomorphes de la famille des Filistatidae.

## Distribution
Cette espèce est endémique de Madagascar. Elle se rencontre dans le parc national de Tsimanampetsotsa.

## Description
Le mâle holotype mesure 2,02 mm.

## Étymologie
Cette espèce est nommée en l'honneur de Sergey L. Zonstein.

## Publication originale
- (en) Ivan L. F. Magalhaes et Cristian J. Grismado, « The Malagasy species of the crevice weaver genus Andoharano (Araneae: Filistatidae) », Bulletin of the Museum of Comparative Zoology, vol. 162, no 4,‎ 10 avril 2019, p. 263-307 (ISSN 0027-4100, lire en ligne).